# Хардпостер
Хардпостер (англ. hardposter) — це рекламне зображення на жорсткій основі з кишенею для роздаткових матеріалів, яке встановлюється на горизонтальній поверхні на жорсткій нозі.
За своєю конструкцією хардпостери бувають:
- настільні (порівняно невеликі, їх розміщують в зоні продажу товару)
- підлогові (зазвичай прямокутної форми і досить великі — їх розміщують в різних просторих приміщеннях, таких як зали торгових центрів чи метро)
- фігури у повний зріст (картонні фігури людей чи тварин у повний зріст).[1]